# فرناند ديسبريه
فرناند ديزيريه ألفريد ديسبريه (بالفرنسية: Fernand Desprès)‏ (13 أبريل 1879 - 14 فبراير 1949)، هو صانع أحذية وفوضوي وصحفي وناشط شيوعي فرنسي. عندما كان شابا كان صديقا مقربا للشاعر جاستون كوتي.